# S&W M19

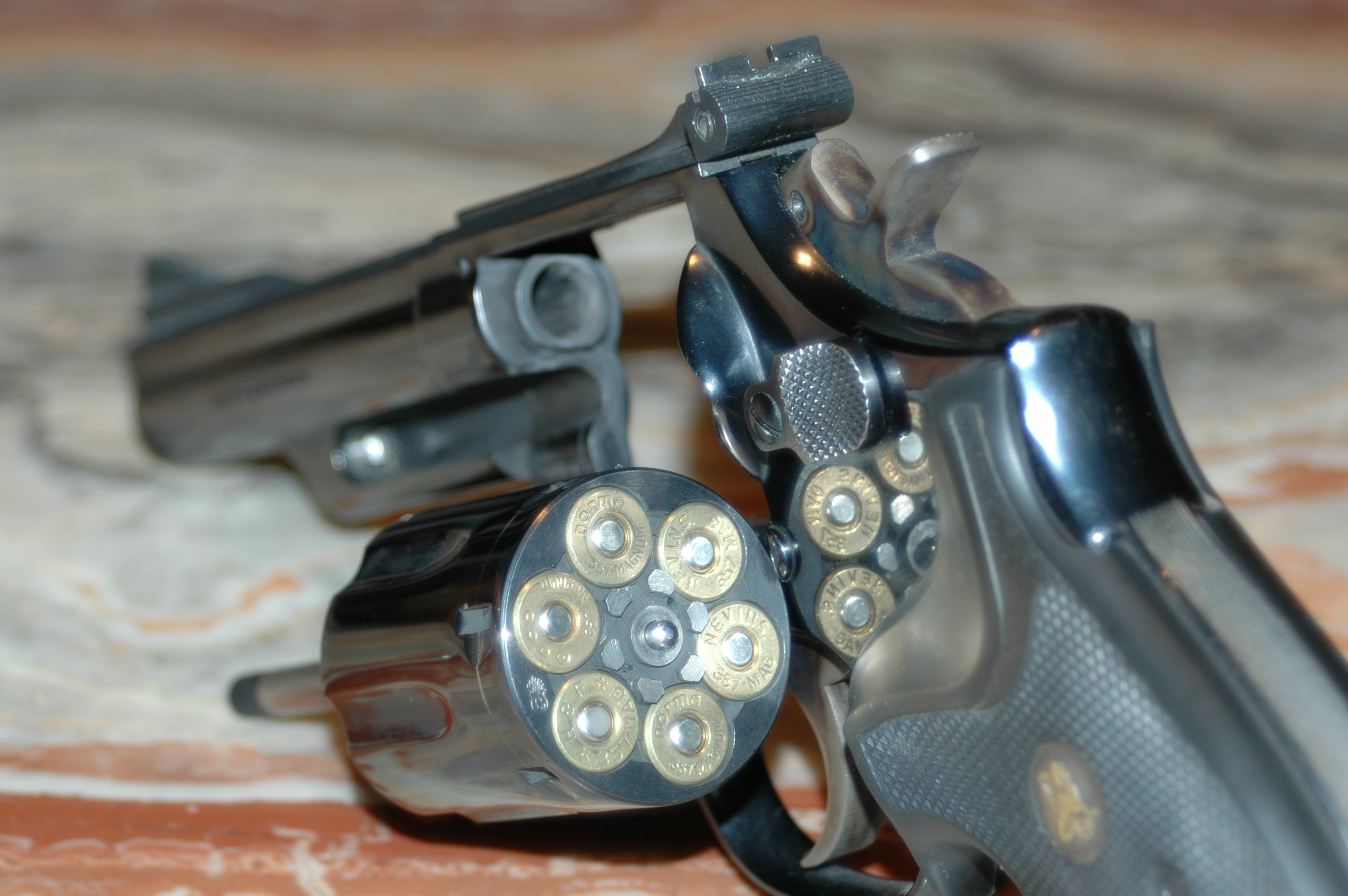
スイングアウトされたシリンダー

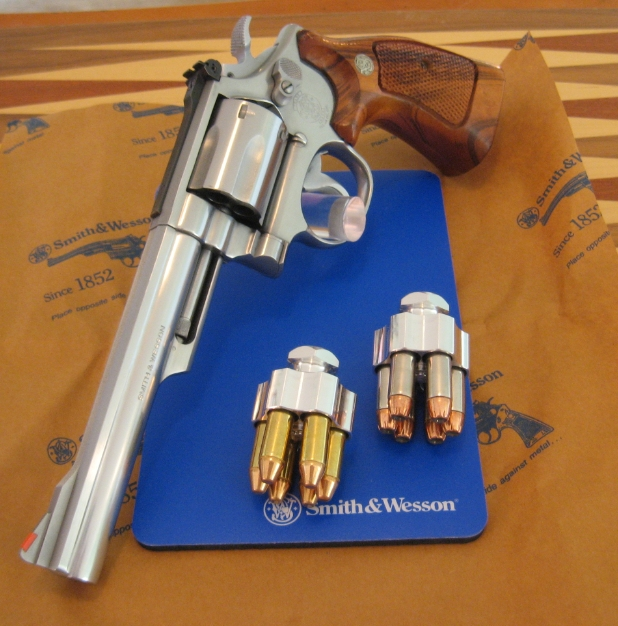
M66（6インチ）。M19のニッケルフィニッシュモデルに比べて艶がない

S&W M19は、S&W社が開発した回転式拳銃。1955年の発売当初はコンバットマグナム（Combat Magnum）と称されており、1957年にモデルナンバー制度が導入されたあとも、引き続き通称として用いられている。
また、本銃をもとにステンレス鋼を導入した派生型であるS&W M66も本項で扱う。

## 来歴
1930年代に登場した.357マグナム弾は、先行する38-44 HV弾と同様、基本的には.44スペシャル弾のために設計された頑丈な拳銃を小口径化するかたちで運用されていた。スミス&ウェッソン社でも、.357マグナム弾と同時に、その名前を冠して発表した後のM27は、大型のNフレームにもとづいている。しかし、このような大型拳銃は、特に法執行官が日常業務で携行するのは困難であった。
このことから、コンバットシューティングの第一人者であり、自身もアメリカ国境警備隊（USBP）で法執行任務に携わっていたビル・ジョーダン大佐の意見を取り入れて、従来は.38スペシャル弾用のミリタリー&ポリスなどで用いられてきたKフレーム・リボルバーをもとに、.357マグナム弾を使えるように強化して開発されたのが本銃である。

## 設計
上記の経緯より、本銃はKフレームをもとに、ヨーク（シリンダーの保持機構）部分をわずかに拡張したKターゲット・フレームを用いて設計されている。Kフレームと同様に4スクリュー（ビス4本留め）タイプであり、シリンダーも同じく6連発であるが、シリンダー長は42mm（1,67インチ）となった。銃身長は、当初は4インチのみであったが、後に2.5インチおよび6インチが追加された。リアサイトは調整可能となっており、フロントサイトは抜き撃ちに優れるランプタイプ。グリップは木製で角を落としていない末広がりの長方形のスクウェアバット型、表面処理はブルーフィニッシュとニッケルフィニッシュから選択できた。また、M19はトラディショナルな炭素鋼製であったが、1970年には、ステンレス鋼製とし、トリガーメカニズムもフィーリングをスムーズ化したM66も発表された。
なお、小型のKフレーム・リボルバーで強力な.357マグナム弾を常用すると、銃・射手ともに負担が大きいという指摘があった。これは銃自体が軽量であるため反動が強いのに加え、元々小型なKフレームのシリンダーで6発の.357マグナム弾を収めるため、フレームのサイズの割にシリンダー自体が大型となり、エジェクターロッドの位置も高くなるため、ハウジング部分に収めるスペースを確保すべく銃身の下方が削られているのが要因である。1970年代末にはNフレームよりも小さくKフレームと同等の携行性を確保しつつ、より頑丈なLフレームが開発され、1980年よりこれを採用したディスティングイッシュド・コンバットマグナム（M586/686）などが発表されている。
また、S&W社内のカスタムガン部門であるパフォーマンスセンターが開発したモデルとして、フロントサイトをやや後ろに下げ、銃口直後にコンペンセイターを設けたM19 キャリーコンプがある。これは同部門が手掛けたカスタムガンの中でも代表格とされ、2025年時点でも定期的に生産が続けられている。
M19は1999年に、M66は2004年に生産中止となったが、M66は細部のデザインが異なり、ブラックラバーグリップを標準装備した新仕様で2014年に再生産されている。

## 運用史
本銃は、本場アメリカの警察で多く採用されている。FBI捜査官の間でも好評を博し、後に同社のM13（S&W M10の.357マグナム弾・3インチ銃身仕様）が正式採用された。
また1972年のミュンヘンオリンピック事件を受けて、大陸ヨーロッパの法執行機関では対テロ作戦を担当する特殊部隊の編成が相次いだが、創設直後のこれらの部隊は、動作の確実性を評価して、本銃を含む回転式拳銃を多用していた。1977年のルフトハンザ航空181便ハイジャック事件では、突入したGSG-9隊員が装備していたH&K P9S自動拳銃およびH&K MP5短機関銃が有名になったが、隊長のウェグナー大佐はM19を、また突入隊員の数人もM66を携行していた。
日本でも、海上保安庁の特殊警備隊（SST）の前身となった関西国際空港海上警備隊（海警隊）は、4インチ銃身モデルのM19を使用していた。
1996年、スコットランドのダンブレーンで発生した小学校内無差別乱射事件（en:Dunblane massacre）において、2丁のブローニング・ハイパワーと共に犯人が使用した銃でもある。